# 남창훈
남창훈(한국 한자: 南昌勳, 1977년 10월 18일 ~ )은 대한민국의 전 축구 선수이며, 포지션은 미드필더였다.